# Cinquena Coalició
La Cinquena coalició  va ser una aliança entre Àustria i el Regne Unit, creada el 1809 per lluitar contra l'Imperi francès de l'emperador Napoleó I.
El Regne Unit es trobava ja lluitant contra França aliat amb els rebels espanyols en la Guerra del Francès. Al mateix temps, Àustria havia reclutat un nou exèrcit per tractar de donar un tomb a les desfavorables condicions imposades després de la derrota de la guerra anterior (Tercera coalició) que va culminar amb el Tractat de Pressburg.

## Antecedents
En 1809, la presència militar francesa a Alemanya va ser disminuïda quan Napoleó transferí tropes per lluitar a la península Ibèrica a la Guerra del francès, i l'Imperi austríac va veure la seva oportunitat de recuperar part de la seva antiga esfera d'influència i va envair el Regne de Baviera, un aliat francès. El rearmament austríac provocà que Napoleó marxés de Valladolid el 17 de gener, arribant a París el 23 de gener.

## La guerra
Tot i que Àustria va obtenir algunes victòries en operacions menors de tipus defensiu, l'absència de Rússia i Prússia de la coalició va significar la inferioritat numèrica d'Àustria enfront dels enormes exèrcits francesos. Napoleó no estava preparat a l'inici de les hostilitats i per primera vegada des que va assumir la corona imperial s'havia vist obligat a cedir la iniciativa estratègica a un oponent, però amb la defensa dels mariscals Louis Nicolas Davout i François Joseph Lefebvre a la batalla d'Eckmühl el principal exèrcit austríac fou derrotat i la iniciativa passà als francesos per a la resta de la guerra.
El maig de l'any 1809 l'emperador va ocupar Viena malgrat que la ciutat es trobava aïllada arran de la destrucció dels diversos ponts que creuaven el Danubi. Alhora, l'arxiduc Carles Lluís d'Àustria es trobava als voltants de Bisamberg amb l'exèrcit austríac. Les intencions inicials de l'exèrcit francès eren les de creuar el Danubi en pes i la tàctica escollida era la construcció d'un cap de pont a través d'una de les moltes illes ubicades al centre del riu, l'illa de Lobau. Així, la nit del 19 al 20 de maig les tropes franceses ocuparen l'illa de Lobau, la nit següent un contingent nombrós de l'exèrcit francès creuà el riu i s'ubicà a la ribera oriental esquivant un enfrontament directe amb les tropes austríaques.
Malgrat les informacions que diàriament Napoleó Bonaparte rebia d'atacs a la seva rereguarda al Tirol i a Bohèmia, l'emperador no s'intimidà i concentrà les seves tropes a la plana de Marchfeld, però les forces franceses foren derrotades a la batalla d'Aspern-Essling i s'establiren a l'illa de Lobau, no retornant a Viena tot esperant una nova ocasió per atacar els austríacs.
Després de la derrota a la batalla de Wagram el 7 de juliol, l'arxiduc Carles es va retirar cap al nord a Bohèmia amb l'esperança de reagrupar les seves forces però el mariscal Marmont, al capdavant dels 10.000 home de l'exèrcit de Dalmàcia, havia rebut l'ordre de Napoleó de tallar-los el pas. Tres dies després, el 10 de juliol, els dos exèrcits es trobaren prop de Znaim, mentre els austríacs tractaven de travessar el riu Thaya, un afluent del riu Morava. Els francesos finalment van atrapar als austríacs a Znaim el 10 de juliol, i després de la batalla de Znaim Napoleó finalment pactar l'armistici de Znaim, que va excloure el Tirol, que va quedar en mans de les tropes franceses i va ordenar Marmont posar fi a la batalla.

## Conseqüències
Les tropes vencedores franceses foren enviades a Espanya a lluitar en la Guerra del Francès, i encara que la batalla de Znaim va ser l'última acció entre l'Imperi austríac i el Primer Imperi Francès en la guerra, una pau formal no va ser acordada fins que es va signar el Tractat de Schönbrunn el 14 d'octubre de 1809, que finalment va posar fi a la cinquena coalició, perdent encara més territori enfront de Napoleó.